# Első keresztes hadjárat
Az első keresztes hadjárat (1095–1099) az első volt azon háborúk sorában, amelyekkel a katolikus európai államok megkísérelték visszafoglalni Jeruzsálemet és a Szentföldet a muszlim hódítóktól. Az első hadjáratot II. Orbán pápa hirdette meg az 1095-ös clermont-i zsinaton és a kiváltó oka az volt, hogy a szeldzsuk törökök hódításainak következtében a keresztény Bizánci Birodalom szinte teljesen kiszorult Kis-Ázsiából.
A felhíváshoz Franciaországban, a Német-római Birodalomban és Dél-Itáliában lelkes tömegek, és jó néhány főnemes is csatlakozott. A hivatalos 1096. augusztusi indulás előtt a vallási buzgalomtól fűtött parasztok és egyéb közrendűek a „szegények keresztes hadjáratán” külön indultak el a Szentföldre és útközben zsidók elleni pogromokat tartva, fosztogatva értek el a szeldzsuk határig, ahol a muzulmánok szétverték a seregüket. A „fejedelmek keresztes hadjárata” jórészt rendben, fegyelmezetten, a bizánci hatóságokkal együttműködve vonult Anatóliáig, de a hadjárat menetét végig meghatározta, hogy nem volt mindenki által elfogadott vezére, Adhemar pápai legátus csak a vallási vezetést látta el (míg meg nem halt Antiókhiában).
A keresztesek ostrom alá vették I. Kilidzs Arszlán anatóliai szeldzsuk szultán fővárosát, Nikaiát; majd miután visszaverték a szultán felmentő próbálkozását, a város megadta magát a bizánciaknak. Dorülaionnál ismét súlyos vereséget mértek a szeldzsukokra, akik azután már nem próbálták feltartóztatni őket. Nyolc hónapos ostrommal sikerült elfoglalniuk Antiókhiát és legyőzték a környék emírjeinek egyesült felmentő seregét, de ezután fél évre megbénította őket a vezérek közötti elkeseredett vita arról, hogy kié legyen az elfoglalt város. Az egyik főnemes, Boulogne-i Balduin segítségére sietett egy közeli örmény városállam, Edessza vezetőjének, majd miután utóbbit alattvalói meggyilkolták, megalapította az Edesszai Grófságot.
A keresztes sereg 1099 januárjában indult tovább Antiókhiából és miután három hónapot elvesztegettek Arka ostrománál, júniusban értek Jeruzsálem falai alá. A vízhiány és a forróság miatt hosszas ostromról nem lehetett szó, így miután sikerült ostromgépeket építeniük, rohammal vették be a várost, amelynek valamennyi muszlim és zsidó lakosát lemészárolták. Az egyiptomi Fátimidák megpróbálták kiűzni a frankokat (nyugati keresztényeket) Palesztinából, de az aszkaloni csatában súlyos vereséget szenvedtek. Az elfoglalt területeken megalapították a Jeruzsálemi Királyságot, amelynek első vezetőjévé Bouillon Gottfriedet választották.

## Előzmények
A szent háború fogalma már a kereszténység korai évszázadaiban felmerült. A 9. században IV. Leó pápa kijelentette, hogy aki az egyház védelméért folytatott háborúban esik el, mennyei jutalomban részesül. A 11. századra az Ibériai-félszigeten a keresztény királyságok eredményesen szorították dél felé a mohamedánokat és harcukat külföldi – javarészt francia – lovagok is segítették. Röviddel a keresztes háború meghirdetése előtt II. Orbán pápa nagyon hasonló szónoki fordulatokkal és szimbolikával buzdított az ibériai Tarragona elfoglalására.
A 11. századra a keresztény Nyugat-Európa sikeresen elhárította a határait fenyegető veszélyeket, a pogány szászok, vikingek, magyarok támadásait, és a nemesek új generációjának nem volt más lehetősége, mint hogy egymással harcoljon az új földbirtokokért és címekért. Az egyház rendszeresen elítélte a keresztények vérének ontását, többé-kevésbé sikeres próbálkozások történtek arra, hogy ünnep- és vasárnapokon megtiltsák a harcot („Isten békéje”). 1073-ban a tettre kész és határozott VII. Gergelyt választották pápává, aki a püspöki invesztitúra miatt konfliktusba került a német-római császárral és nem habozott politikai harcait teológiai érvekkel megtámogatni. Megszokottá vált, hogy a pápa a kereszténység nevében küldjön harcba lovagokat, akár saját politikai ellenfelei, akár az andalúziai (vagy egyéb) muzulmánok ellen.
VII. Gergely belebonyolódott a bizánci belpolitikába is. Amikor szövetségesét, VII. Mihály császárt letaszították a trónról, a bitorló Niképhorosz Botaniatészt, valamint utódját, I. Alexioszt kiközösítette és az 1054-ben kettészakadt egyház két része közötti viszony még fagyosabbá vált. A Bizánci Birodalom ekkor addigi történelmének legsötétebb óráit élte. A manzikerti csatában katasztrofális vereséget szenvedtek a szeldzsuk törököktől, a védelmük összeroppant és a nomád törökök elárasztották egész Kis-Ázsiát. Az 1090-es évek közepére a bizánci császár fennhatósága gyakorlatilag csak a Balkánra és Kis-Ázsia északnyugati csücskére korlátozódott; a Balkánon pedig a hódításra éhes dél-itáliai normannokkal kellett szembenéznie. Gergely felhívást tett közzé, amelyben arra buzdította a nyugati keresztényeket, hogy siessenek ortodox hittársaik segítségére, de felhívása közönnyel, sőt ellenségességgel találkozott.

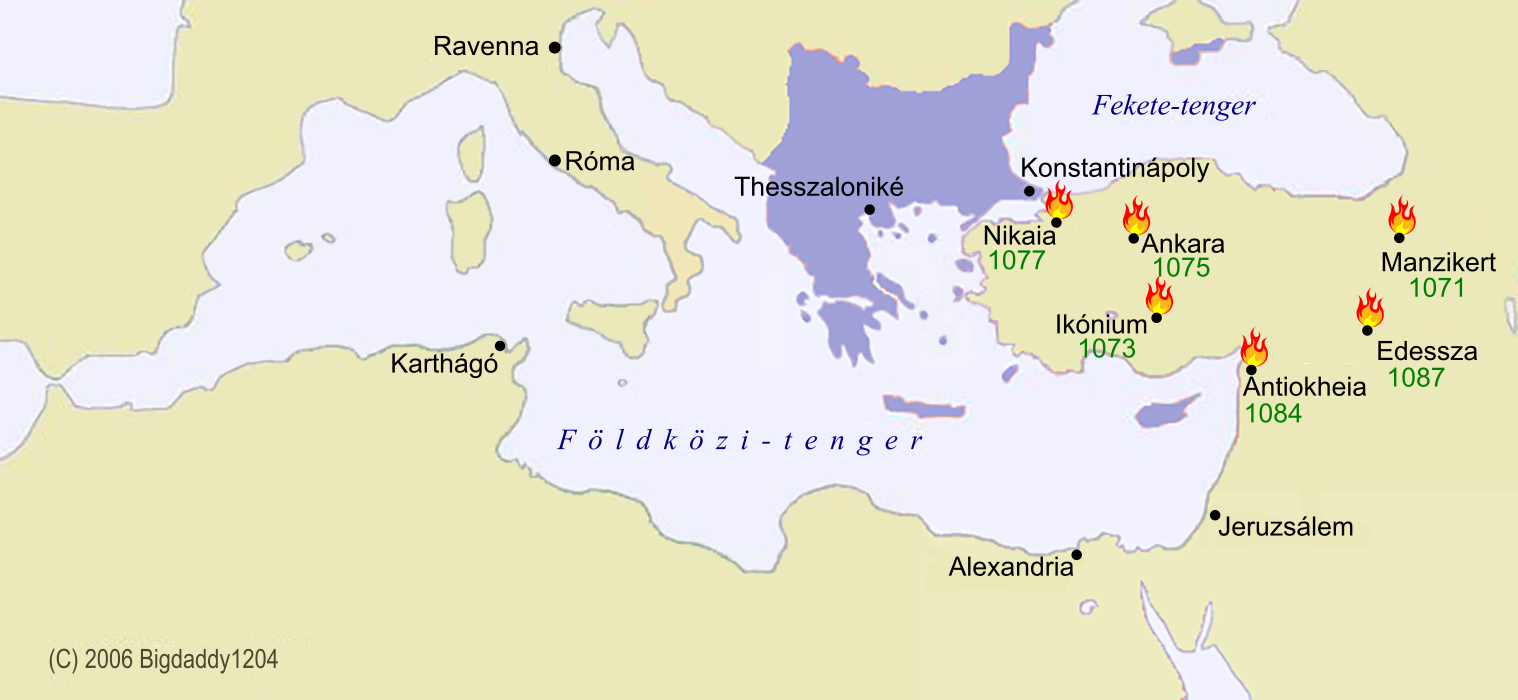
A manzikerti csata után a Bizánci Birodalom elveszítette szinte egész Anatóliát

1095-re I. Alexiosznak valamennyire sikerült stabilizálnia a Bizánci Birodalom határait, bár ellentámadásra egyelőre nem gondolhatott, mert a hagyományos katonaállító területei Anatóliában török megszállás alá kerültek. Helyzetének javulása főleg annak volt köszönhető, hogy I. Maliksáh szeldzsuk szultán 1092-ben meghalt és birodalma számos, egymással marakodó részre hullott. Anatóliában a Rúmi (vagy Ikóniumi) Szultánságban I. Kilidzs Arszlán jutott uralomra, Szíriában pedig I. Tutus (Maliksáh fivére, aki 1095-ben meghalt; fiai Aleppót és Damaszkuszt örökölték, tovább bontva a birodalom egységét).
Egyiptom és Palesztina nagy része ekkor a síita Fátimida-dinasztia uralma alatt volt, amely ellenségének tekintette a szunnita szeldzsukokat. Háborúik sok szenvedést okoztak a helyi keresztény lakosságnak és szinte lehetetlenné tették a szentföldi zarándoklatokat. A Fátimidák névleges uralkodója al-Musztaali kalifa volt, de az államot valójában al-Afdal Sáhánsáh nagyvezír irányította. A szeldzsukok 1073-ban (vagy 1076-ban) elfoglalták a Fátimidáktól Jeruzsálemet, amit azok 1098-ban, közvetlenül a keresztes hadak érkezése előtt visszavettek.

## A clermont-i zsinat

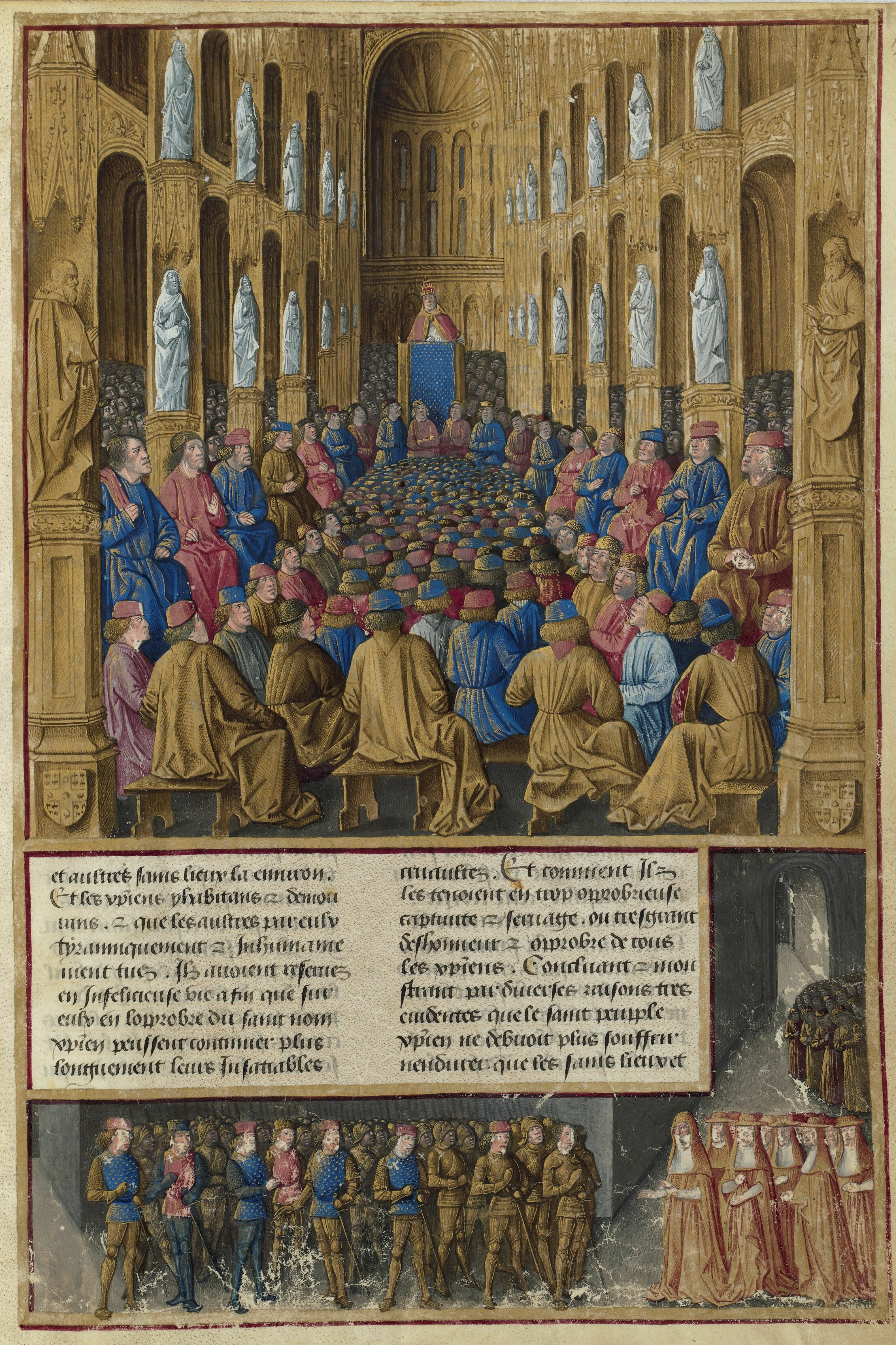
II. Orbán pápa a clermont-i zsinaton

A német-római császárral viszálykodó II. Orbán pápának 1094-re sikerült stabilizálnia helyzetét és a következő év márciusára zsinatot hívott össze Piacenzába, hogy megtárgyalják az egyház ügyes-bajos dolgait. A gyűlésen megjelentek Alexiosz császár követei is, akik élénken ecsetelték a keresztények sanyarú sorsát a törökök által megszállt területeken és segítséget kértek nyugati hittestvéreiktől. Orbán igyekezett közeledni az ortodox kereszténységhez és talán reménykedett az egyházszakadás orvoslásában is; mindenesetre jó viszonyt ápolt Alexiosszal és feloldotta a VII. Gergely által rá kimondott kiközösítést is.
Orbán pápa 1095 nyarán szülőhazájába, Franciaországba utazott és Clermont-ba újabb zsinatot hívott össze. A zsinat november 18–28. között gyűlésezett és az utolsó előtti napon, november 27-én a pápa az összehívott francia nemesség és főpapság előtt nagy beszédet tartott. Szavait négy korabeli krónikás is feljegyezte, akik vagy ott voltak az eseményen, vagy másodkézből értesültek róla: Szerzetes Róbert, Doli Baldric, Chartres-i Foucher és Nogent-i Caubert. Valamennyien a sikeres keresztes hadjárat után írták le a beszéd tartalmát és változataik eltérnek egymástól, így a pápa beszédére csak következtetni lehet.
II. Orbán leírta a keleti keresztények szenvedéseit a muzulmánok által megszállt területeken, mesélt a Jeruzsálembe utazó nyugati zarándokok megpróbáltatásairól. Ezután felhívást tett közzé, hogy a nyugati kereszténység siessen hittestvérei megmentésére, gazdag és szegény ragadjon fegyvert és egymás gyilkolása helyett küzdjenek Isten ügyéért. A szent háborúban elesetteknek teljes bűnbocsánatot ígért. A pápa nagy szenvedéllyel beszélt, magával ragadta hallgatóságát, akik Deus vult! (Isten így akarja) kiáltásokkal kísérték beszédét. A lelkes hallgatók seregesen jelentkeztek a hadjáratra, „vették fel a keresztet” (a hadjárat résztvevői ezt a köpenyük bal vállára varrott vörös kereszttel jelezték). Orbán a háború szellemi vezetőjévé Monteil-i Adhemart, Le Puy püspökét nevezte ki. Egyszemélyi katonai vezér soha nem volt, ami sok súrlódásra adott okot. Az első főúr, Rajmund toulouse-i gróf néhány nappal a meghirdetés után csatlakozott a vállalkozáshoz. Példáját további arisztokraták követték szerte Európából, de főleg Franciaországból és az észak-franciaországi és dél-itáliai normann nemesség köréből: II. Róbert flandriai gróf, Róbert normandiai herceg, az ő sógora, István blois-i gróf, Bouillon Gottfried alsó-lotaringiai herceg és testvérei, Eustache boulogne-i gróf és Balduin; valamint Bohemund tarantói herceg és unokaöccse Tankréd. A hadjárat kezdetét a következő év aratása utánra, 1096 augusztusára tették.

## A szegények keresztes hadjárata

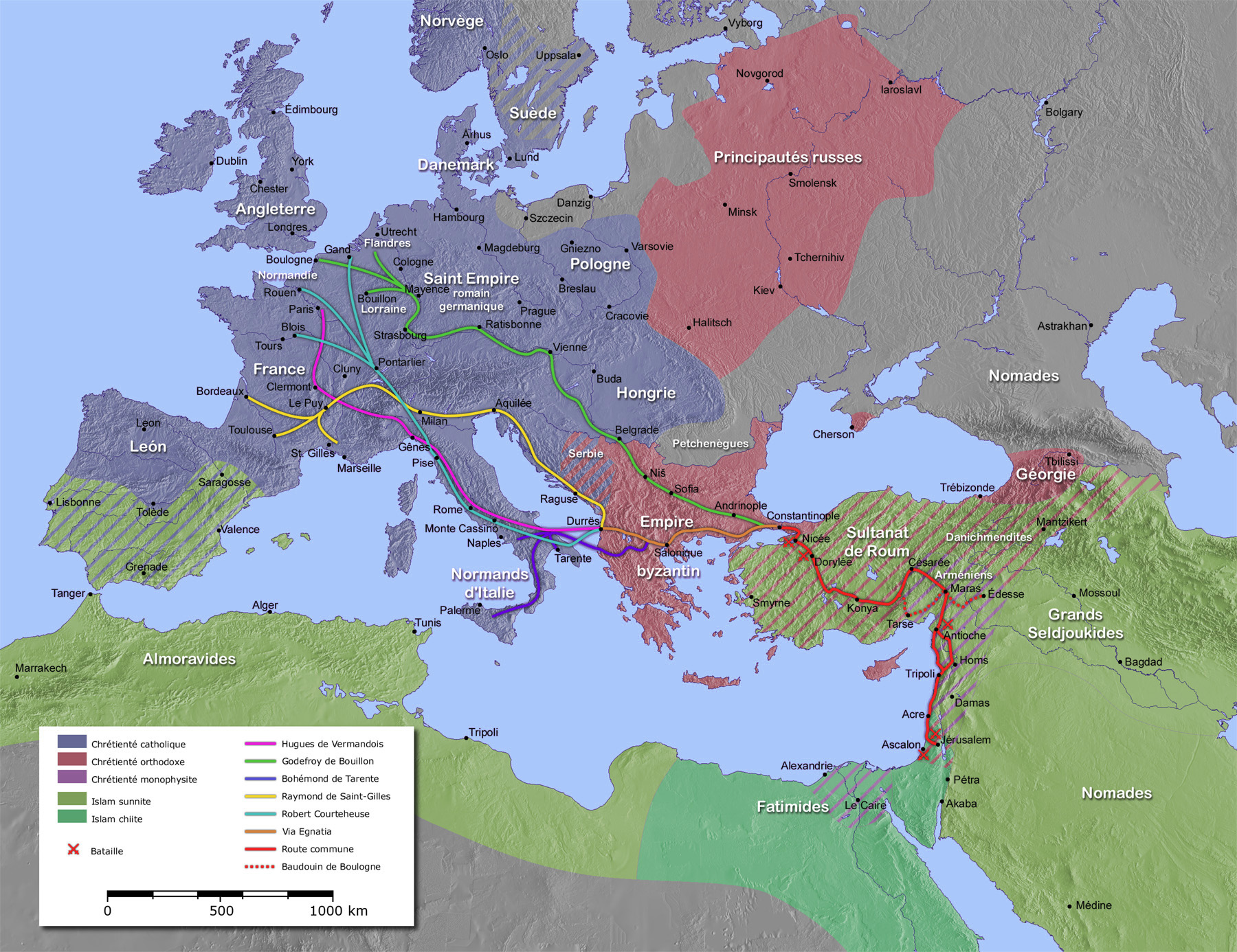
Az első keresztes hadjárat nagyobb seregeinek útja

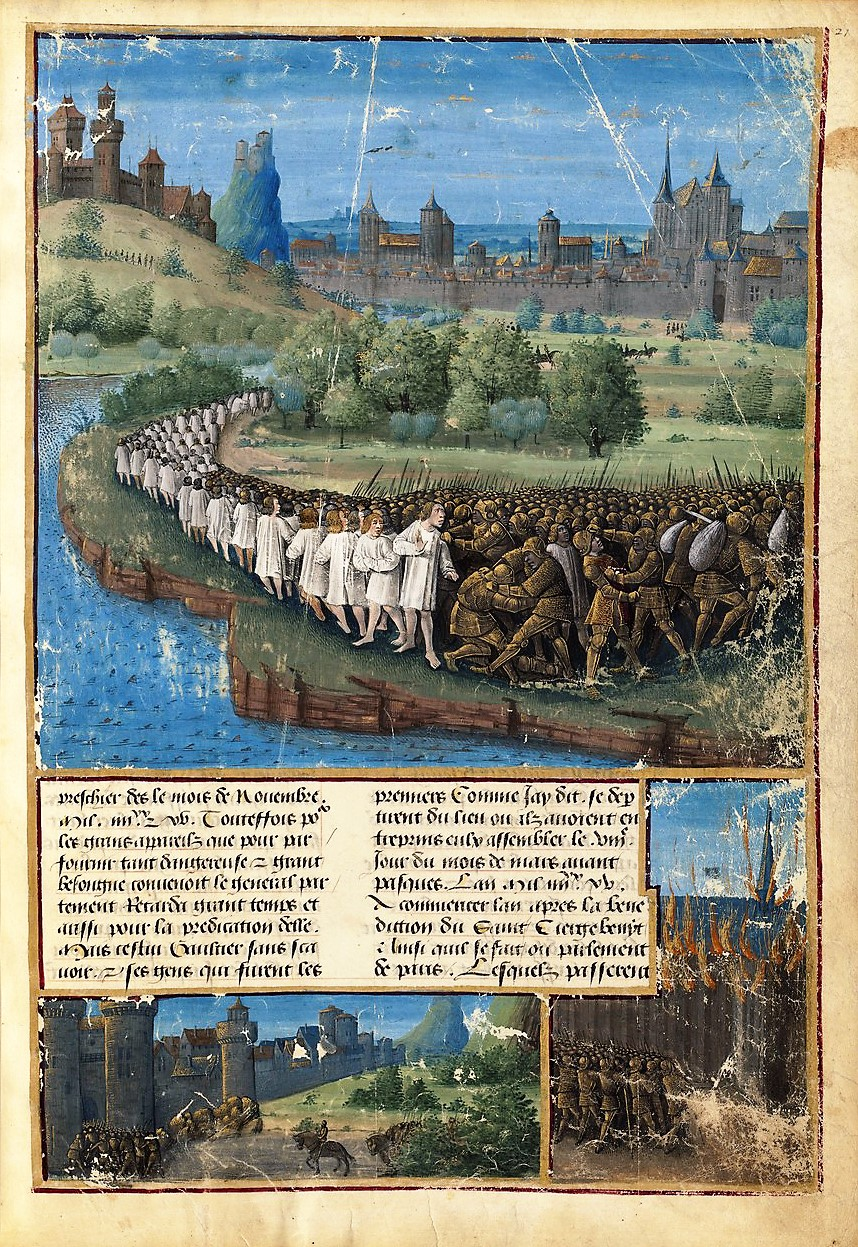
A szegények keresztes hadjáratának veresége a magyar hadseregtől

A pápa a püspököket kérte fel a hadjárat eszméjének terjesztésére, de rajtuk kívül már a kezdetektől vándor prédikátorok, szerzetesek is megkezdték a toborzást, és jellemzően nem a nemesek, hanem a parasztok és városi szegények körében. Közülük a leghatékonyabbnak Remete Péter bizonyult, aki Franciaországban kezdte körútját, majd a Rajna-vidékre indult és mire 1096 áprilisában Kölnbe ért, már 15 ezer követője volt. Sikerének oka egyrészt az volt, hogy a túlnépesedett lakosságnak az 1094–95-ös évek árvizei és aszályai miatt nem jutott elég élelem; másrészt az általánosan elterjedt meggyőződés, hogy közel van Krisztus második eljövetele. Az írástudatlan parasztok nem is igazán tudtak különbséget tenni a valódi és a papok által ígért mennyei Új-Jeruzsálem között.
Remete Péter seregéhez lovagok is csatlakoztak; főleg németek, mert német főúr nem indult a Szentföldre. Egyik híve, Nincstelen Valter a sereg türelmetlenebb részével már húsvét után elindult Kölnből és a Duna völgyét követve május 8-án elérte a magyar határt. Kálmán király átengedte őket az országon és baj nélkül elérték Zimonynál a bizánci határt. Itt néhányan fosztogatni kezdtek, őket lefegyverezték és ruháikat kifüggesztették a zimonyi vár falára, a sereg pedig átkelt a Száván Belgrádba. A fosztogatások Belgrádban is folytatódtak és szabályos ütközetre is sor került a helyőrséggel, de végül továbbvonultak Naisszoszba, ahol Alexiosz küldötte ellátta őket élelmiszerrel.
Remete Péter április végén indult el Kölnből addigra kb. 20 ezresre duzzadt seregével. Magyarországon egy részük dunai hajókon, többségük gyalog kelt át és június 20-án érkeztek Zimonyba. Itt hírét vették a korábbi konfliktusoknak és egy vita lázadássá fajult, a keresztesek lerohanták a várost, elfoglalták a várat és négyezer magyart megöltek. Ezután Kálmán király bosszújától tartva gyorsan átkeltek Belgrádba. Belgrád parancsnoka megpróbálta korlátok között tartani az átkelésüket és a vonulásukat, mire kifosztották és felgyújtották a várost. A fegyelmezetlen tömeg ezután Naisszoszba vonult tovább, ahol a bizánci hatóságok élelemmel látták el őket, majd augusztus 1-jén Konstantinápolyban csatlakoztak Nincstelen Valter seregéhez.
A bizánci főváros környékén is gátlástalanul fosztogató gyülevész hadakat a császár augusztus 6-án átszállíttatta a Boszporuszon, és délnek haladtak a Márvány-tenger partján fekvő erődbe, Civetotba (görögül Kibotosz). A tömeg itt két, egymással torzsalkodó francia, valamint német–olasz táborra szakadt, amelyek egymástól függetlenül rabolták ki a környékbeli – keresztény lakosságú – falvakat, sőt Kilidzs Arszlán szultán közeli fővárosáig, Nikaiáig is eljutottak. A német csapat elfoglalt egy Xerigordon nevű várat, a szeldzsukok azonban szeptember végén beszorították oda őket, és mivel nem volt vizük, megadták magukat. Aki hajlandó volt áttérni az iszlámra, eladták rabszolgának, a többieket lemészárolták. A franciák, mikor hírét vették, hogy nagy török sereg közelít Civetot felé, október 21-én kivonultak elébük. A muzulmánok egy szűk erdős völgyben csapdába csalták őket, a gyakorlatlan parasztok pánikba estek, visszaözönöltek Civetotba és menekülés közben szinte valamennyiüket levágták vagy foglyul ejtették. Csak keveseknek sikerült elmenekülniük. Nincstelen Valter elesett; Remete Péter, aki éppen Konstantinápolyban tárgyalt a császárral, életben maradt.
1096 elején, miközben és miután Remete Péter nagy serege elindult Kölnből, Németországban további keresztes seregek szerveződtek egy bizonyos Volkmar, Remete Péter régi tanítványa, Gottschalk és Emicho von Leiningen gróf vezetésével. Ezek a kereszténységért való harcot a helyi zsidó közösségek megtámadásával kezdték. Emicho és követői május 3-án Speyerben rendeztek pogromot, de mivel a helyi püspök védelmébe vette a zsidókat, csak tizenkettőt sikerült megölniük. Innen Wormsba vonultak át, ahol május 20-án a helyi lakosok közreműködésével a zsidónegyedre támadtak. Annak lakói a püspöknél kerestek menedéket, de a tömeg betört a palotába és legalább ötszáz zsidót lemészároltak. Május 25-én Mainzhoz érkeztek, ahol az érsek bezárta a keresztesek előtt a kapukat, de városbeli szimpatizánsaik beengedték őket. A helyi zsidók az érsek palotájába menekültek, de a keresztesek utánuk nyomultak és a mészárlás során mintegy ezer zsidót megöltek. Emicho ezután Kölnbe tartott, ahonnan jövetelének hírére a zsidók szétszóródtak a vidéken; majd végül délnek indult, hogy a Szentföldre menjenek, a közbeeső városokban további pogromokat tartva.
A másik, Volkmar vezette német keresztes sereg május végén Prágába érkezett és június 30-án ők is elkezdték leöldösni a helyi zsidókat. Ezután Magyarországra mentek tovább, ahol feltehetően az első jelentős városban, Nyitrán is hasonló terveik voltak, de a helyi magyar hatóságok megtámadták és szétszórták a gyülevész hadat. A Gottschalk vezette sereg előbb Regensburgban rendezett pogromot, majd Mosonnál magyar területre lépett és haladás közben gátlástalanul fosztogatott, az ellenálló parasztokat pedig megölték. Kálmán király végül Székesfehérvárnál szétverte őket. Néhány héttel később Mosonhoz érkezett Emicho jóval nagyobb hada is. Kálmán megtagadta az átvonulást és megerősítette a mosoni Duna-hidat. A keresztesek másik hidat ácsoltak és megostromolták Moson várát. Amikor híre jött, hogy a király nagy hadsereggel közelít, az ostromlók pánikba estek, a helyőrség kicsapott rájuk és szétszórta őket. A három német had maradékai később feltehetően csatlakoztak Bouillon Gottfried csapataihoz.

## A fejedelmek keresztes hadjárata

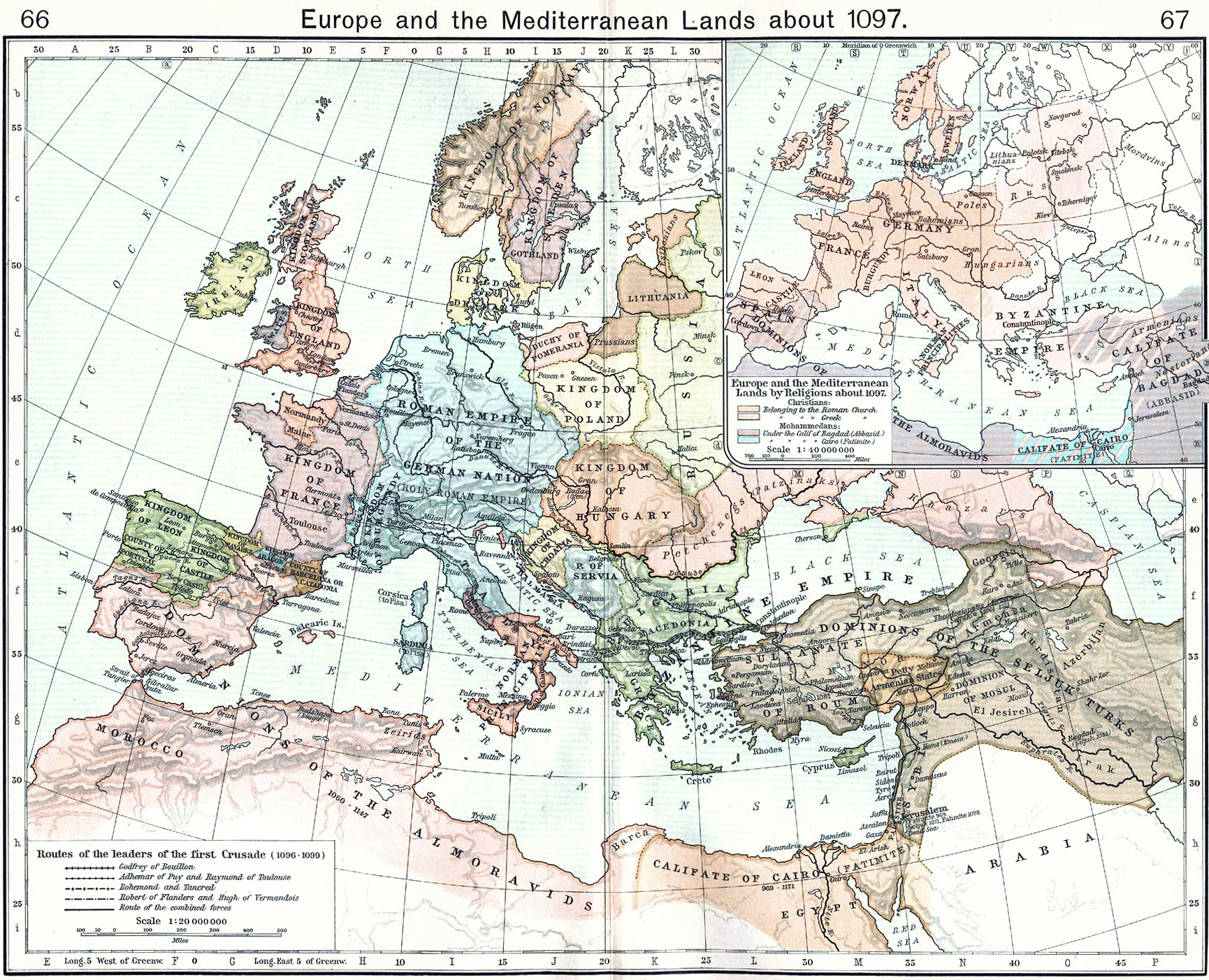
Az első keresztes hadjárat vezetőinek útvonala

A szegényektől eltérően a keresztes háborúba induló főurak alaposan felkészültek az útra és a meghirdetett időpontban, 1096 augusztusában indultak el. Az egyes hadseregek különböző utakat választottak, majd Konstantinápoly alatt találkoztak 1096 novembere és 1097 áprilisa között. A bizánciak ekkorra már jobban felkészültek a hadak fogadására és jóval kevesebb incidensre került sor.
Elsőként Hugó, Vermandois grófja (I. Fülöp francia király öccse) indult el. Bár királyi családból származott, birtoka jelentéktelen volt; talán ez indította, hogy szerencsét próbáljon Keleten. Hűbéreseiből és bátyja néhány lovagjából álló kis seregével Itáliába vonult, ahol Rómát érintve októberben ért Bariba. Az Adrián való átkelés viharosnak bizonyult, a hajóraj néhány tagja elsüllyedt, mások az albániai partokon hajótörést szenvedtek. A dürrakhioni bizánci kormányzó vendégül látta őket, de megvárta a császár engedélyét, mielőtt útjára bocsátotta a kereszteseket. Hugó Konstantinápolyban királyi herceghez való kitüntetett fogadtatásban részesült és Alexiosz kérésére esküt tett neki, hogy az általa a muzulmánoktól elfoglalt birtokokon elismeri őt hűbérurának.
Alsó-Lotaringiából három fivér indult a Szentföldre: maga a herceg, Bouillon Gottfried (aki azonban nem ült biztosan a helyén, IV. Henrik császár korábban el is vette tőle a hercegséget és csak úgy adta vissza, hogy utódai nem örökölhetik); III. Eustache, Boulogne grófja; valamint a legfiatalabb, vagyontalan Balduin. Gottfried eladta birtokait, köztük névadóját, Bouillon várát és jelentős összeget zsarolt ki a zsidókból, így nagy sereget tudott kiállítani. A szárazföldi utat választotta és mikor október elején elérte Magyarország határát, követeket küldött Kálmán királyhoz az áthaladás engedélyezésére. A keresztesekkel való korábbi rossz tapasztalatok miatt Kálmán gyanakvó volt és csak a Gottfrieddel való személyes találkozás és túszok (Balduin és családja) átadása után adta meg az engedélyt. A Márvány-tengerig tartó út jól szervezetten, eseménytelenül zajlott le, ott azonban a fegyelem ismeretlen okból felbomlott és a sereg december közepén nyolc napon át fosztogatta a környéket. Gottfried eleinte megtagadta a hűségeskü letételét és konfliktusba keveredett a császárral, aki emiatt megvonta a hadsereg beígért ellátmányát. A keresztesek húsvét előtt még Konstantinápoly egyik kapuját is ostromzár alá vették, de visszaverték őket, mire beleegyeztek abba, hogy nem várnak tovább a város alatt a többi keresztes hadra, a három fivér pedig esküt tett Alexiosznak, majd átkelt a Boszporuszon.

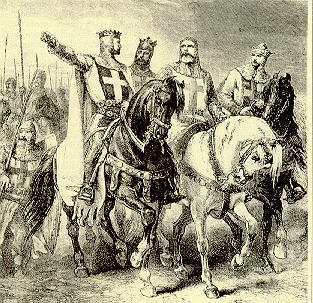
Bouillon Gottfried és a hadjárat többi vezetője (19. századi rajz)

Néhány nappal később, 1097. április 9-én Bohemund tarantói herceg és unokaöccse, Tankréd vezetésével megérkezett a bizánci főváros alá a dél-itáliai normann keresztes hadsereg. Bohemund (I. Roger szicíliai király unokaöccse) tizenöt évvel korábban maga is harcolt Alexiosz ellen, amikor a normannok megpróbálták elhódítani a Balkánt a bizánciaktól. Ők is Dürrakhionnál szálltak partra és a korábbi ellenségeskedés ellenére fegyelmezetten, a helyi hatóságoktól jól ellátottan vonultak egészen Konstantinápolyig. A császár tőle tartott leginkább, de Taranto hercege az elvárásoknak megfelelően cselekedett és igyekezett megnyerni az uralkodó jóindulatát, hogy biztosítsa segítségét a küszöbön álló harcokhoz; a hűségeskü ellen sem tiltakozott. A dél-itáliaiakat április 26-án szállították át a Boszporuszon; ugyanazon a napon érkezett meg a bizánci fővárosba a délfrancia keresztes kontingens IV. Rajmund toulouse-i gróf vezetésével.
A már hatvan körüli Rajmund volt az első, aki csatlakozott Orbán pápa felhívásához és azt remélte, hogy ő lehet az egész hadjárat parancsnoka. A pápa azonban óvatosan elhárította igényeit és az egyházi vezetést Monteil-i Adhemar kezébe adta. A délfrancia sereg Észak-Itálián átvágva Dalmácián át vonult Konstantinápoly felé. A rossz utak és az ellenséges lakosság miatt csak lassan haladtak, de jelentősebb veszteség nélkül értek Dürrakhionba, ahol kiegészítették megcsappant élelmiszer-tartalékaikat és a bizánciak besenyő segédcsapatainak kíséretében vonultak tovább. Az elkalandozó franciákat a besenyők megtámadták, az összecsapásokban két báró elesett, Adhemar pedig megsebesült. A fővárosba érve Rajmund megtagadta a hűségeskü letételét, mert úgy vélte, ezzel elveszíti azt a tekintélyét, amit a pápának elsőként letett esküje és az Adhemarral való viszonya jelentett. Alexiosz végül beérte egy egyszerűbb esküvel, melyben a gróf megígérte, hogy tiszteletben tartja a császár méltóságát és alattvalói tulajdonát.
Az utolsó nagy keresztes sereg 1096 októberében indult Észak-Franciaországból Róbert normandiai herceg, sógora István blois-i gróf és a herceg unokatestvére, II. Róbert flandriai gróf vezetésével. István a felesége (Adél, Hódító Vilmos angol király lánya) nyomására döntött úgy, hogy felveszi a keresztet. Róma érintésével Dél-Itáliába vonultak, ahol Flandriai Róbert előresietett és Tarantói Bohemunddal egyszerre érkezett Konstantinápolyba. Normandiai Róbert és István Calabriában telelt, majd márciusban indulva május elejére érkeztek meg a Boszporuszhoz, ahol a főurak vonakodás nélkül letették az elvárt hűségesküt Alexiosz császárnak.
A teljes keresztes haderő létszámát nehéz megbecsülni, mind a kortársak, mind a történészek más-más számadatokat adnak meg. Feltételezhető, hogy a teljes létszám 30-35 ezer harcost, ezen belül 5 ezer lovast tehetett ki. A legnagyobb kontingens Rajmundé volt kb. 8500 gyalogossal és 1200 lovassal.

## Nikaia ostroma
A Szentföld felé tartó keresztesek egyik fontos feladata volt, hogy az utánpótlás és a zarándokok számára megnyissák a Kis-Ázsián átvezető utat. Ennek első akadálya a Márvány-tenger közelében fekvő Nikaia városa volt, amelyet a szeldzsukok korábban elfoglaltak, sőt I. Kilidzs Arszlán szultán kinevezte fővárosának. Az Aszkániai-tó partján elterülő város erődítései jó állapotban voltak, a szultán pedig a Remete Péter-féle rongyos sereg szétszórása után lenézte a kereszteseket, így inkább keleti szomszédai, a Dánismend Emirátus ellen vonult; még kincstárát és családját is Nikaiában hagyta. A keresztesek (akikhez csatlakoztak a szegények keresztes hadjáratának túlélői) 1097. május 6-án érkeztek a város falai alá és elkezdték a körbezárását. A védők hírnököt küldtek Kilidzs Arszlánhoz, aki azonnal megfordult és fővárosa felmentésére indult. Május 16-ára a várost teljesen körbefogták (kivéve a tó felől) és röviddel később megérkezett a szeldzsuk előőrs. Őket könnyen visszaverték, majd 21-én Kilidzs Arszlán főserege jelent meg Nikaia déli falainál. Vele szemben csak Rajmund és Flandriai Róbert sorakozott fel, Gottfried és Bohemund tovább őrizte a rájuk bízott falszakaszt. A nyílt terepen a kézitusában az európai nehézfegyverzetű katonák fölényben voltak a szeldzsukokkal szemben, így egész napos elkeseredett küzdelem után a szultán este visszavonult, éjszaka pedig sorsára hagyta fővárosát. Június 3-án az ostromlókhoz csatlakozott az utolsónak érkező Normandiai Róbert és Blois-i István, így a védők helyzete reménytelenné vált. Egy ideig a tavon keresztül kaptak utánpótlást, de aztán a bizánciak hajóikkal ezt az útvonalat is elzárták. Június 19-én általános támadást hirdettek, de a védők előtte való éjjel megadták magukat a bizánci követségnek. Reggel a keresztesek már arra ébredtek, hogy a hátuk mögött kötött megállapodás miatt már bizánci zászlók lengenek a tornyokon és a várt fosztogatás helyett csak kis csoportokban engedték be őket a városba.

## A dorülaioni csata

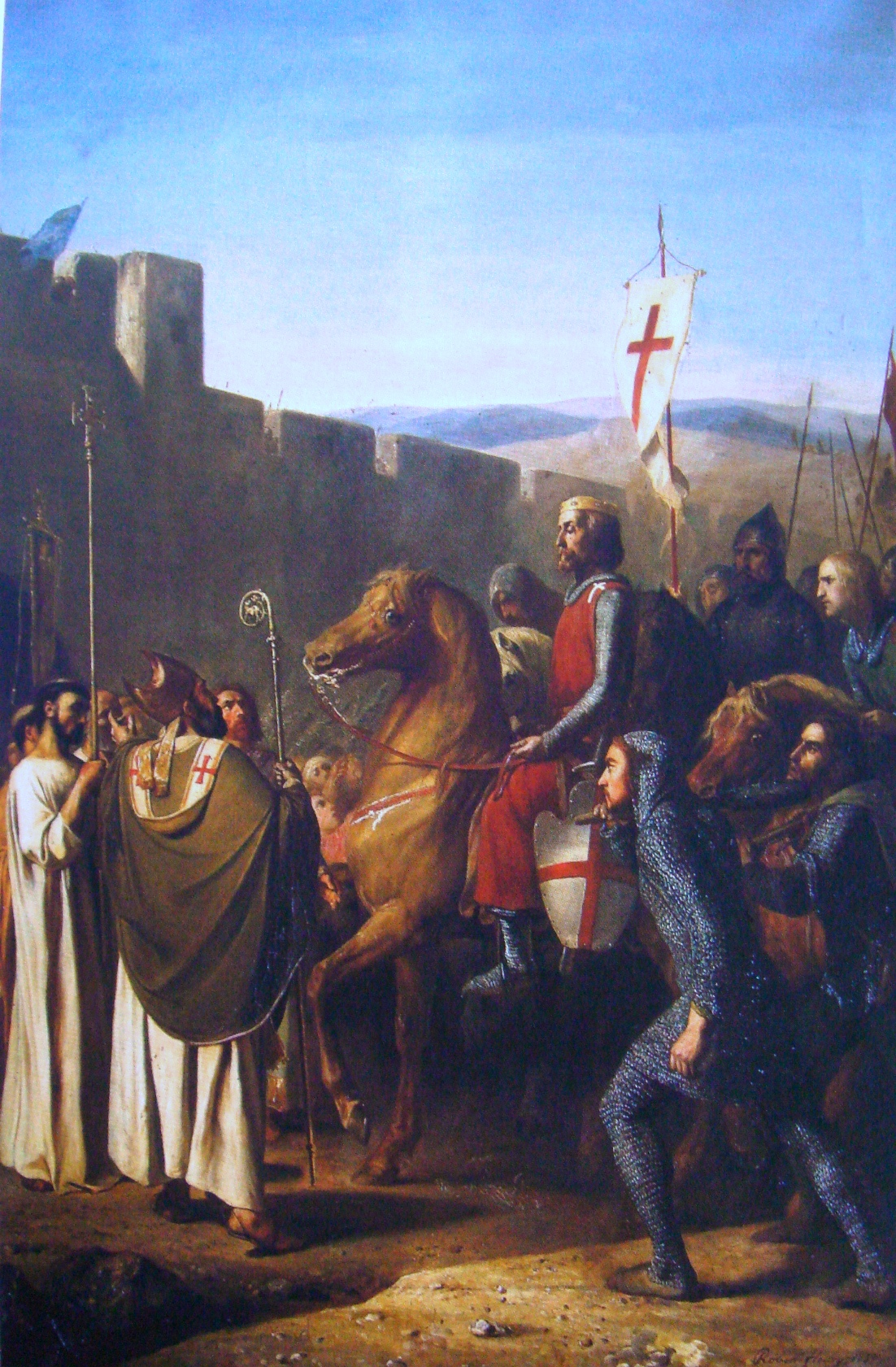
Boulogne-i Balduin megérkezése Edesszába (Joseph-Nicolas Robert-Fleury képe, 1840)

Egy héttel Nikiaia eleste után, június 26-án a keresztesek továbbindultak délkelet felé, a régi bizánci hadiúton. Egy kis bizánci kontingens is elkísérte őket a tapasztalt hadvezér, Tatikiosz vezénylete alatt. A sereg a könnyebb vonulás érdekében két részre vált: az elsőt a dél-itáliaiak, északfranciák és bizánciak alkották Bohemund vezetésével, a másodikat pedig délfranciák és lotaringiaiak, Toulouse-i Rajmunddal az élen. Eközben Kilidzs Arszlán, akinek súlyos csapást jelentett kincstára és fővárosa elvesztése, összegyűjtötte seregeit és kiegyezett a dánismendekkel. A hadiút elágazásánál, Dorülaion város közelében várt a nyugatiakra. Bohemund június 30-án este ért a színhelyre és a síkságon letáborozott. Napkeltekor a jelentős létszámfölényben levő törökök a környező dombokról rájuk zúdultak, de nem sikerült meglepniük a keresztényeket, akik védekező állást vettek fel a táborukban. A könnyűlovas szeldzsukok egymást váltva lőtték ki rájuk nyilaikat, de óvakodtak a kézitusától. Déltájban megérkezett a keresztes sereg második része és Kilidzs Arszlán rájött, hogy csak ellenségei felét sikerült bekerítenie. A nyugati seregrészek egyesültek és elnyújtott hadrendet vettek fel. Adhemar püspök közben a dombok takarásában megkerülte a csatateret és amikor megjelent az amúgy is elbizonytalanodott törökök hátában, azok pánikba estek és elmenekültek.
Kétnapos pihenő után a keresztesek délkelet felé, a hosszabb, de biztosabb úton haladtak tovább, de a kopár, víztelen, háborúk sújtotta anatóliai tájon így is nehezen haladtak; különösen, hogy a szeldzsukok igyekeztek mindent elpusztítani előttük. Augusztus közepén érkeztek Ikonionhoz, majd némi pihenő után Hérekleiába. Itt a dánismend emír várta őket, de amikor Bohemund rájuk támadt, inkább elmenekültek. A főút itt délnek fordult a tengermenti Kilikia felé, a keskeny és nehezen járható Kilikiai-kapun keresztül. A többség úgy döntött, hogy inkább északról kerüli meg a Taurusz-hegységet, de a két birtok nélküli másodszülött vezér, Boulogne-i Balduin és Tankréd szeptember 15-én délnek fordult, hátha sikerül kikanyarítaniuk maguknak egy hercegséget. A két főnemes riválisnak tekintette a másikat és hamarosan össze is különböztek, amikor Tarszosz városát (amelynek kapuit a helyi keresztények kinyitották előttük) Balduin magának követelte. Tankréd elvonult, de röviddel később 300 lemaradt katonája Tarszoszhoz ért. Balduin nem volt hajlandó beengedni őket és éjszaka a város körül ólálkodó törökök lemészárolták őket. A frankok nem tapasztaltak számottevő ellenállást, de a mocsaras, maláriafertőzte kilikiai síkság nem nyerte meg tetszésüket és nehezen védhetőnek is tartották, ezért inkább keletnek indultak és Balduin Marasnál csatlakozott a Keleti-Tauruszon átkelő fősereghez, Tankréd pedig még elfoglalta Alexandretta kikötővárosát és utána vonult a többiek irányába, Antiókhia alá.
Balduin még Antiókhia előtt újabb kalandra vállalkozott, a környék örmény fejedelmeinek kérésére elűzte két jelentős vár török védőit. Ezután az Eufrátesz mentén fekvő Edessza örmény ura, a gyermektelen Torosz felajánlotta neki, hogy fiává és örökösévé fogadja, ha megvédelmezi a minden irányból fenyegetett kis fejedelemségét. Megérkezése után a város lakossága által gyűlölt Torosz ellen összeesküvést szőttek és menekülés közben meglincselték. 1098. március 1-jén a helyi, többségében örmény keresztények megkérték Balduint, hogy kormányozza őket, ő pedig feleségül vett egy örmény hercegnőt és megalapította az Edesszai Grófságot.

## Antiókhia ostroma

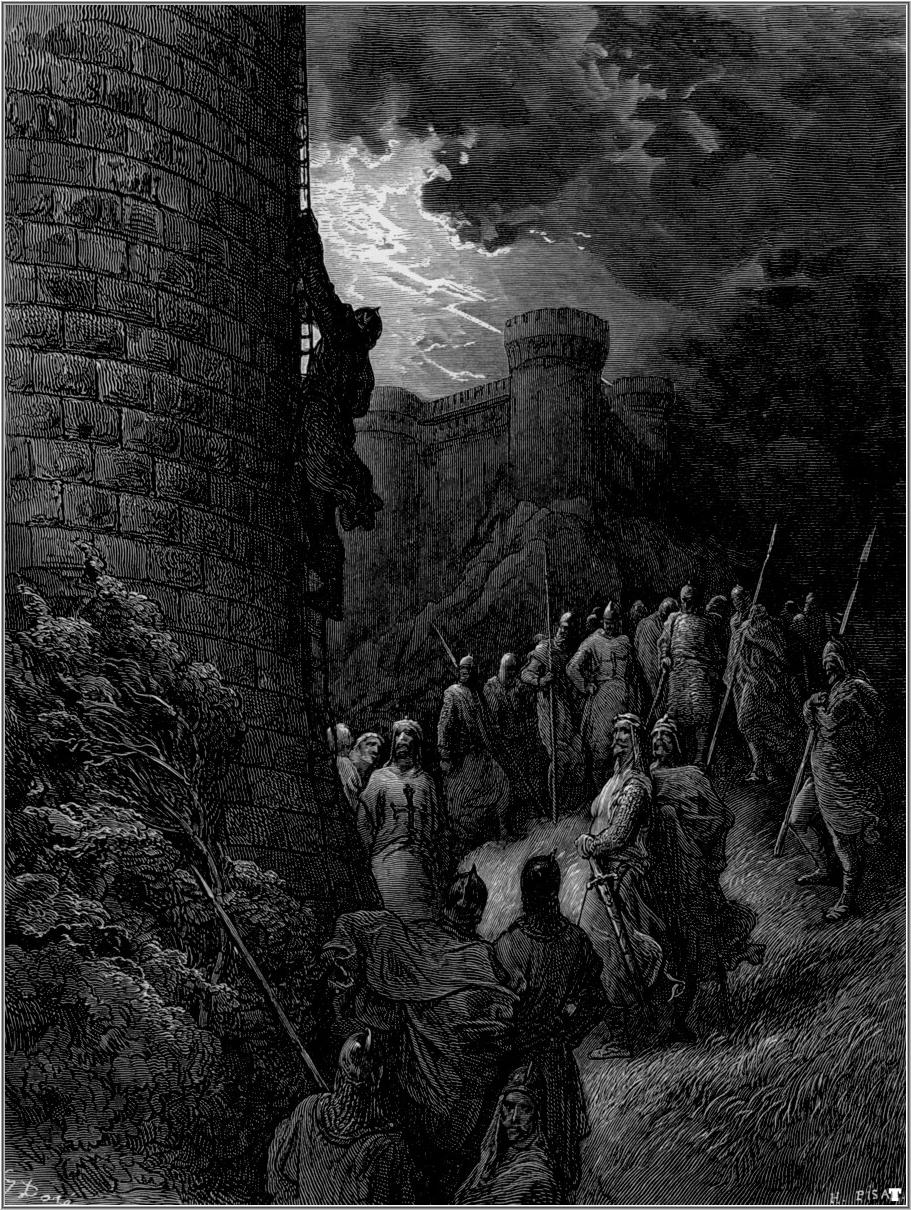
Bohemund maga mássza meg Antiókhia falait (Gustave Doré rajza (1871)

A keresztesek főserege 1097. október 21-én érkezett a Jeruzsálembe vezető út legjelentősebb városa, Antiókhia falai alá. Az erős falakkal védett város kulcsfontosságú volt az utánpótlás és a zarándokok útvonalának biztosításához. Antiókhia muzulmán ura ekkor Jági Sziján volt, aki formálisan az aleppói Ridván emír hűbérese volt, de korábban már elárulta őt (ellenségeivel, a moszuli Kerbogával és a damaszkuszi Dukákkal szövetkezett) ezért tőle nem számíthatott segítségre. A keresztesek – akiknek annyi emberük sem volt, hogy teljesen körbefogják a hatalmas várost – nem mertek rohamozni és a kiéheztetés mellett döntöttek. December 28-ára az ő élelmük is elfogyott és a sereg nagyobbik része portyázással szerzett utánpótlást. Másnap éjjel Jági Sziján kitört a városból, de Rajmund csapatai lecsaptak rá és visszakergették a kapun, közben kis híján sikerült behatolniuk Antiókhiába. Közben a dél felé tartó Bohemund találkozott a damaszkuszi Dukák felmentő seregével és megfutamította; de közben akkora veszteségeket szenvedett, hogy inkább visszafordult. Az aleppói Ridván végül úgy döntött, hogy megsegíti vazallusát, de február 8-án megérkező seregét a lovagok szétszórták, a frank gyalogság pedig feltartotta a közben kitörő Jági Szijánt. Március 4-én egy közeli kikötőbe megérkezett az angol trónkövetelő Edgar Aetheling, aki bizánci ostromgépeket és építőanyagokat is hozott. A törökök kicsaptak rájuk és sikerült megszerezniük a rakományt, de a város felé visszavonuló muzulmánokra Bouillon Gottfried rátámadt és az összecsapásban a helyőrség jelentős hányadát megölték.
1098 májusára a kiváló hadvezér hírében álló moszuli Kerboga is összegyűjtött egy hatalmas felmentő sereget, amelyhez a környező emírek is csatlakoztak. Hogy oldalát biztosítsa, ostrom alá vette Edesszát, de három hét után belátta, hogy csak az idejét vesztegeti és Antiókhia felé indult. A megrettenő keresztesek közül sokan dezertáltak, június 2-án Blois-i István hazaindult. Néhány órával ezután a védők egyik kapitánya, egy muszlim hitre tért örmény, akit a parancsnok megalázott, felvette a kapcsolatot Bohemunddal, hogy hajlandó beengedni őket a városba. Éjszaka felengedte a frankokat az általa őrzött falszakaszra, akik megölték a környező tornyok őrségét, a keresztény lakosok segítségével kinyitották az egyik kaput és a keresztesek beözönöltek a városba. A helyőrség egy része a fellegvárban barikádozta el magát, Jági Sziján elmenekült, de örmény parasztok felismerték és megölték. Az ostromlók és a keresztény lakosok a város valamennyi muzulmán lakóját lemészárolták.

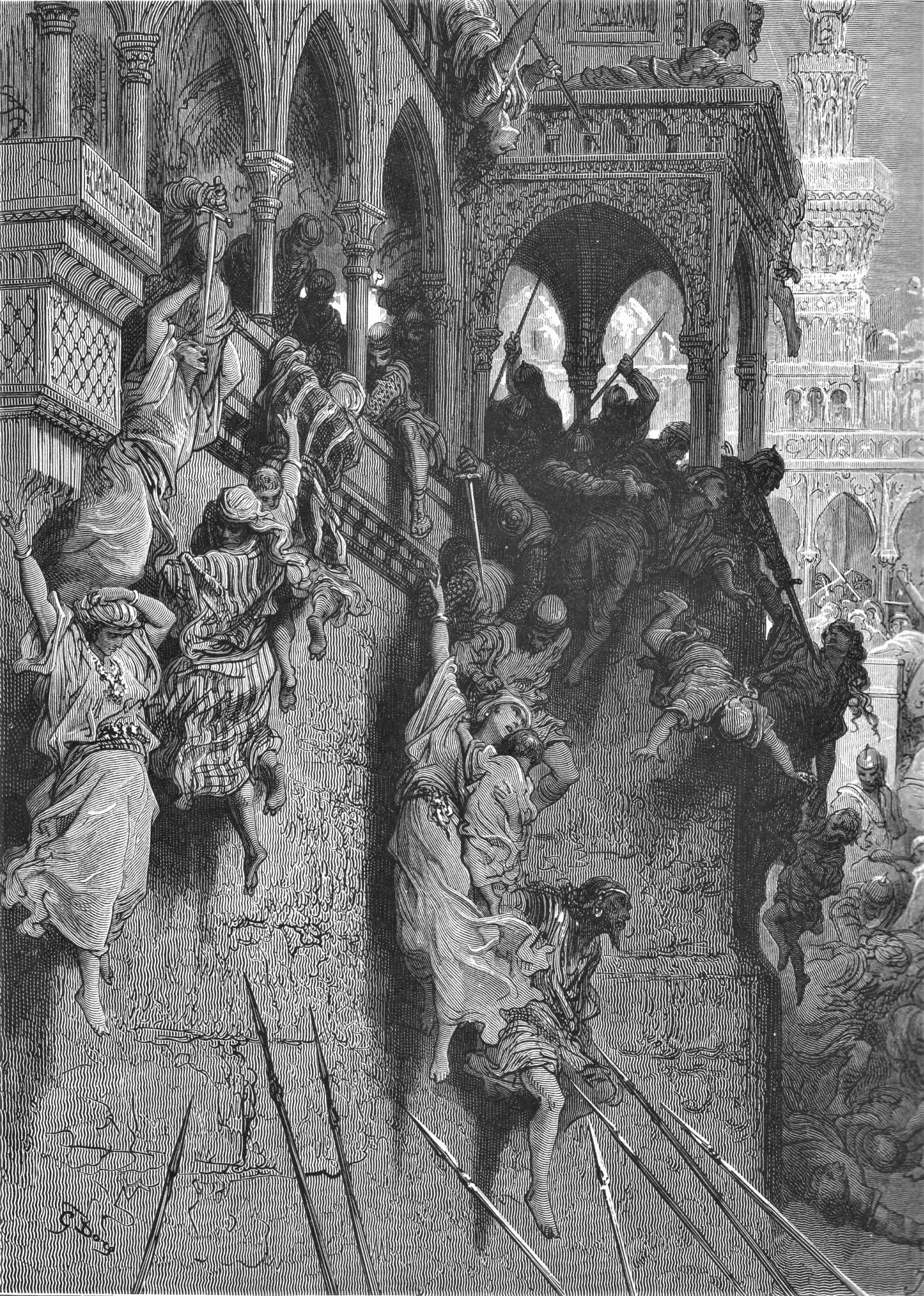
Az antikókhiai mészárlás (Gustave Doré, 1871)

Alig néhány nappal később, június 5-én megérkezett Kerboga felmentő serege és ostrom alá vette a korábbi ostromlókat. Június 10-én Adhemar püspököt felkereste egy Péter Bertalan nevű katona és azt állította, hogy látomásaiban Szent András elmondta neki, hogy a Szent Lándzsa, amellyel megölték Jézust, Antiókhiában található. A püspök eleinte tamáskodott, de aztán engedélyt adott a keresésre és a Szent Péter-bazilika alatt rátaláltak egy lándzsahegyre. A csoda nagy lelkesedést keltett a városban, míg a muszlimok szövetsége egyre inkább bomladozott. Június 27-én a keresztesek követséget küldtek Kerbogához, de az feltétlen megadást követelt. Másnap a védők kitörtek a városból. Az emírek tartottak attól, hogy a győzelem esetén Kerboga túlságosan erőssé válik, ezért cserbenhagyták. A fővezér egy ideig védekezett, de mikor látta, hogy szövetségesei elmenekülnek, maga is visszavonult.
A diadal után felmerült a kérdés, hogy mi történjen a várossal. A vezérek korábbi esküje értelmében vissza kellett volna kerülnie Bizánchoz, de – Rajmund kivételével – valamennyien úgy vélték, hogy mivel Alexiosz (aki az ostrom alatt Kis-Ázsiába vezetett hadjáratot) nem sietett a segítségükre, elárulta őket, és az eskü érvénytelenné vált. Bohemund magának követelte a várost, de Rajmund – aki szerette volna magát látni a sereg élén – szembeszállt vele. A két vezér konfliktusát Adhemar püspök tompította, míg augusztus 1-jén a városban kitörő járvány el nem vitte. A vita megbénította a sereget, amely közben megostromolta a környező városokat és várakat, és próbáltak élelmet szerezni a további útra. November 5-én összeült a vezérek tanácsa és több napos veszekedés után eldöntötték, hogy Bohemund kapja a város háromnegyedét, de tovább kell mennie a többiekkel Jeruzsálembe. Ezután Maarrat an-Numán városának ostroma közben ismét vita tört ki a két vezér között és a korábbi megállapodást felrúgták. Közben a katonák – akiket nem érdekeltek a hatalmi harcok és mielőbb Jeruzsálembe akartak érni, valamint úgy kifogytak az élelemből, hogy már a kannibalizmusra fanyalodtak – fellázadtak. Rajmund végül 1099. január 13-án továbbindult, a többiek pedig (Bohemund és Balduin kivételével, akik Antiókhiában, illetve Edesszában maradtak) több-kevesebb késlekedéssel követték őt a Jeruzsálembe vezető úton.

## Jeruzsálem ostroma

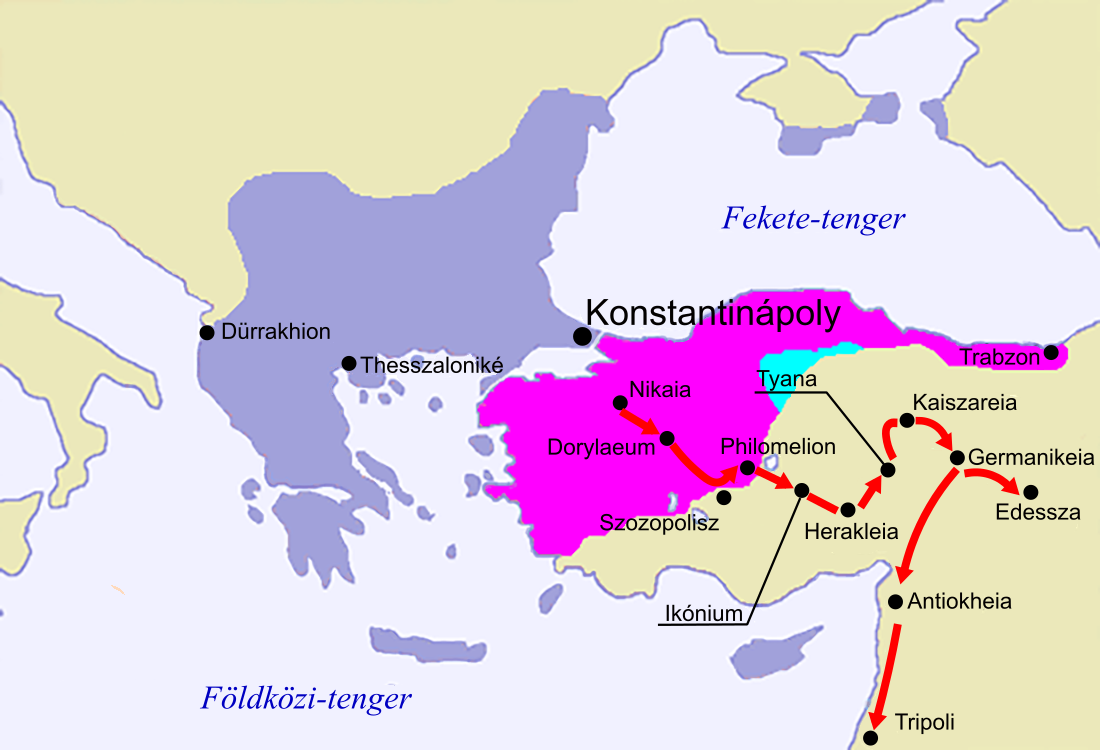
A keresztes hadjárat ázsiai útvonala

Az egyiptomi Fátimidiák tényleges vezetője, Sáhánsáh al-Afdal nagyvezír Kerboga veresége után követséget küldött Antiókhiába, hogy tárgyaljon a keresztesekkel egy szeldzsukellenes szövetségről; ezt azonban ők visszautasították, mert végleges céljuk Jeruzsálem volt, amelyre Egyiptom is igényt tartott. Al-Afdal ezután visszafoglalta Palesztinát a törököktől; magát Jeruzsálemet 40 napig ostromolta és a határt Bejrútig tolta ki északra.
Az észak-szíriai városok arab uralkodói örültek a szeldzsuk uralom összeomlásának és hajlandónak bizonyultak békében átengedni a keresztes hadat. Rajmund eleinte a szárazföld belsejében vezette seregét, majd miután a saizari emír kalauzokkal és élelemmel látta el, kikanyarodott a tengerpartra, mert a Libanoni-hegységtől keletre vezető út a damaszkuszi szeldzsuk Dukák kezén volt. A tripoliszi emír is hajlandó volt egyezkedni, de a pénzszűkében lévő gróf, hogy nagyobb összeget zsarolhasson ki az emírből, ostrom alá vette Arka városát. Itt érte utol őket az Antiókhiából a tengerparton délre haladó Bouillon Gottfried és Flandriai Róbert (Normandiai Róbert és Tankréd már kezdettől velük tartott). Az ostrom február 14-én kezdődött, de a város keményen ellenállt, ezért végül május 13-án dolguk végezetlenül indultak tovább. Az útjukba eső városok élelmiszerrel és ajándékokkal váltották meg földjeik sértetlenségét, és a frankok többé-kevésbé akadálytalanul haladtak a tengerparton Arszufig, ahol a szárazföld belseje felé fordultak. Itt megszállták Ramlát, amelynek többségében muzulmán lakossága elmenekült. Ramlától már két nap alatt elérték a Szent Várost és 1099. június 7-én megkezdték Jeruzsálem ostromát.

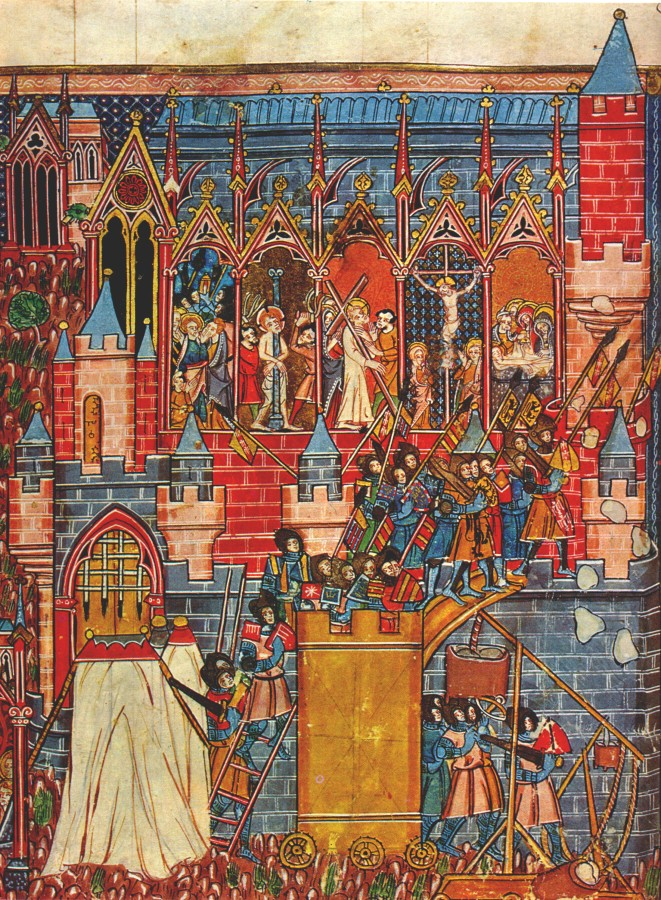
Jeruzsálem ostroma

A várost a fátimida Iftikár ad-Daula védte, aki jól felkészült: megmérgeztette a falakon kívüli kutakat és az árulás elkerülése érdekében valamennyi keresztényt kiűzte Jeruzsálemből (a zsidókat nem). A becslések szerint 12 ezer ostromlónak (ebből 1500 lovas) a palesztinai nyár hevében alig volt vize, ezért már június 12-én általános rohammal próbálkoztak, de mivel alig volt létrájuk, visszaverték őket. Szerencséjükre néhány nappal később kis keresztény flotta érkezett Jaffa kikötőjébe, amellyel élelem- és az ostromgépek építésére eszközutánpótlást kaptak. Miután messze földről begyűjtötték a szükséges fát, ostromtornyokat, kővetőket és létrákat készítettek. A vízutánpótlási nehézségek és éhezés mellett Rajmund és Tankréd is összeveszett Betlehem birtoklásán, de mikor híre ment, hogy Egyiptomból felmentő sereg indult, megkettőzték erőfeszítéseiket és július 14-én hajnalban újabb általános támadást indítottak. A három közül a legnagyobb ostromtornyot a védők állandó kő- és nyílzáporában estére sikerült a falhoz gördíteni, de Rajmund csapatai nem tudták megvetni lábukat a falon. Másnap reggelre Gottfriednek sikerült egy kisebb tornyot az északi falhoz tolni és a lotaringiai lovagok elfoglalták a fal tetejét, amire aztán már tömegesen másztak fel létrákon a társaik, majd kinyitottak egy kaput. Iftikár visszavonult a Dávid-toronyba és Rajmundnál nagy összeggel megváltotta magát, de az egész városból ő és a katonái voltak az egyetlenek, akik életben maradtak, mert a győztes keresztesek válogatás nélkül minden muzulmánt: férfit, nőt és gyereket legyilkoltak. A zsidókra, akikben a muszlimok segítőit látták, rágyújtották a nagy zsinagógájukat és valamennyien bennégtek. A jeruzsálemi mészárlás a keresztény és az iszlám világot is megrázta. A keresztény fanatizmus felébresztette a muszlim fanatizmust és sok környező uralkodó, aki a kereszteseket csak egy újabb színfoltnak tekintette a Közel-Kelet színes palettáján, azontúl a frankok kiűzésére törekedett.

## A Jeruzsálemi Királyság megalapítása
Július 22-én tanácsot tartottak a meghódított területek további sorsának eldöntésére. A vezérek közül ketten (Flandriai Róbert és Normandiai Róbert) haza akartak térni Európába, Tankrédot pedig csak Bohemund szegény rokonának tartották. A papság végül Rajmundnak ajánlotta fel Jeruzsálem koronáját, noha őt nem kedvelték, mert önhatalmúlag magát tartotta a hadjárat vezetőjének és az arkai ostrom kudarca is megtépázta hírnevét. Rajmund – talán hogy szerénységét bizonyítsa – visszautasította a felkérést és feltehetően abban bízott, hogy másodszor is neki ajánlják a koronát. A választók ezután Gottfriedhez fordultak, aki elfogadta a felkérést, azzal a kikötéssel, hogy nem kíván király lenni abban a városban, ahol Jézus a töviskoronát viselte, beéri a Szent Sír védelmezője címmel. Rajmund rosszul viselte a kudarcot; csalódottan kivonult Jeruzsálemből, de miután dühe elpárolgott, nem hazaindult, csak a Jordán völgyében, Jerikónál táborozott le.

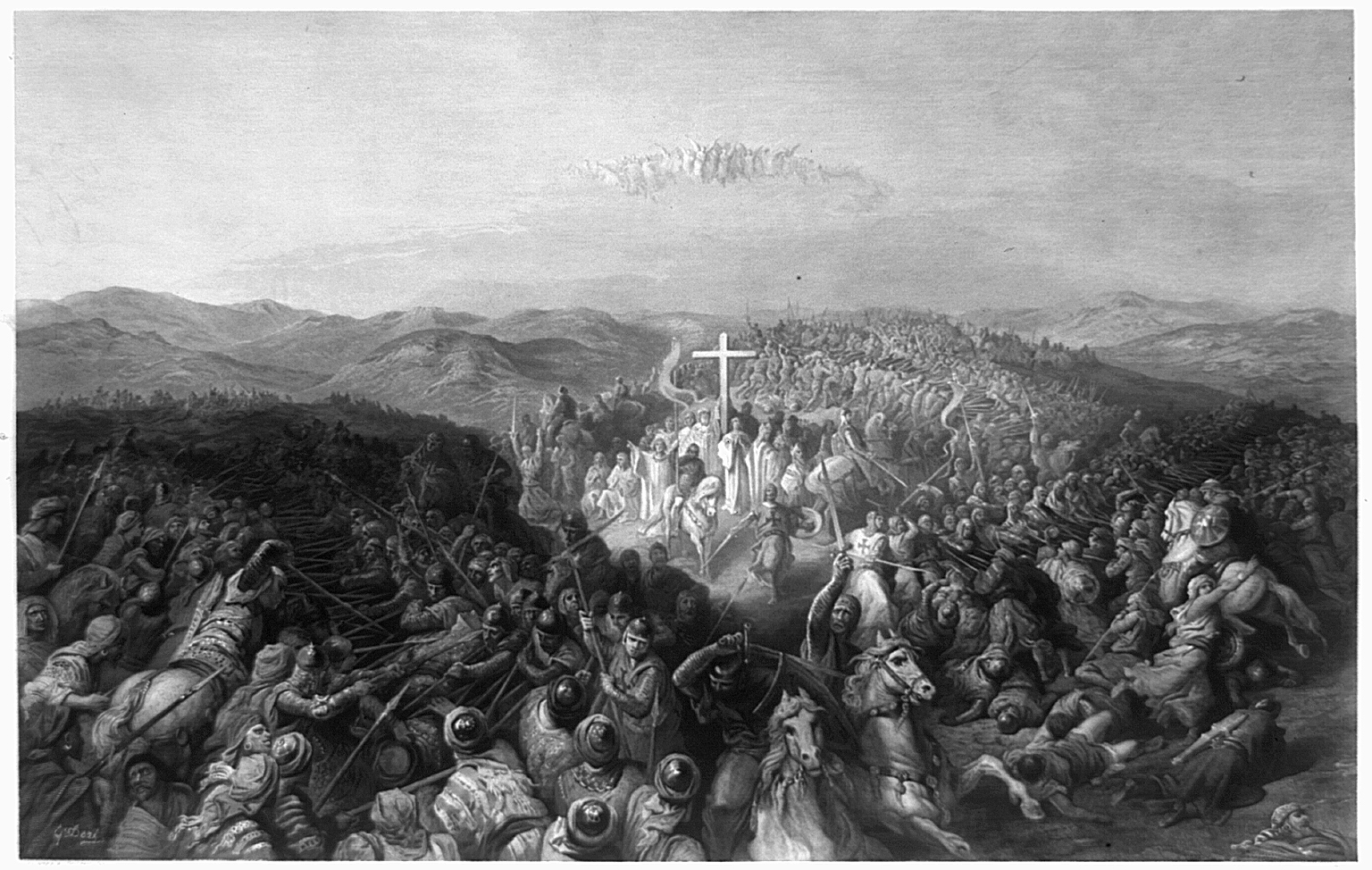
Az aszkaloni csata (Gustave Doré rajza után készült metszet (1881)

### Az aszkaloni csata
Néhány nappal később a Palesztina felé tartó al-Afdal nagyvezír követséget küldött Jeruzsálembe és felszólította a frankokat a térség elhagyására. Gottfried az elfogott egyiptomi felderítőktől megtudta, hogy a nagyvezír Aszkalonnál táborozik hatalmas seregével, és feltehetően a flotta által szállított utánpótlásra vár. Úgy döntött, hogy elébük megy és augusztus 9-én Ramlába indult, ahol csatlakozott hozzá a többi vezér (beleértve Rajmundot is). Augusztus 12-én hajnalban érték el az egyiptomi sereget, amelyet sikerült meglepniük, al-Afdal nem számított rá, hogy ellenségei ennyire közel lehetnek hozzá. A jelentős túlerőben lévő (a becslések 20-50 ezer közé teszik a számukat) egyiptomiak alig álltak ellen és néhány óra alatt döntő vereséget szenvedtek. A keresztes sereg ostrom alá vette Aszkalon kikötővárosát, de a védők – emlékezve a jeruzsálemi mészárlásra – csak Rajmundnak voltak hajlandóak megadni magukat, aki korábban hagyta, hogy a jeruzsálemi kormányzó megváltsa maga és emberei életét. Gottfried azonban nem bízott Rajmundban, aki erre dühösen elvonult, a maradék csapatok pedig nem voltak elég erősek az ostromhoz.

## Utóhatások

A Közel-Kelet 1035-ben

Az első keresztes hadjárat sikerrel zárult. Elfoglalták Jeruzsálemet és a Közel-Keleten „keresztes államok” alakultak: a Jeruzsálemi Királyság, az Antiókhiai Hercegség, az Edesszai Grófság és később a Tripoliszi Grófság.
Bouillon Gottfried sikeresen megerősítette újszülött királyságának határait, de hűbéreseivel (elsősorban a Galileát megszerző Tankréddal) és az egyházzal nehezen boldogult. Alig egy évvel kinevezése után, 1100 júliusában megbetegedett és meghalt. Utódjává az edesszai Balduint választották.
Jeruzsálem elfoglalása nagy lelkesedést keltett a keresztény világban. Sokan felvették a keresztet, akik pedig útközben visszafordultak – mint Blois-i István vagy Vermandois-i Hugó – szégyenükben úgy határoztak, hogy visszatérnek a Szentföldre.
Számukra újabb keresztes hadjáratot szerveztek 1101-ben, de a sereget a szeldzsukok még Anatóliában szétverték, csak töredékei jutottak el Jeruzsálembe. A palesztinai kikötővárosok elfoglalása után az új államoknak jelentős segítséget nyújtottak az itáliai kereskedő köztársaságok (Velence, Genova, Pisa), amelyek kereskedelmi privilégiumokért cserébe tengeri szállítást biztosítottak a kockázatos szárazföldi helyett. A keresztes államok katonai utánpótlása igen rapszodikusnak bizonyult, de helyzetüket megszilárdította a johannita és a templomos lovagrendek megalapítása, amelyek egyfajta állandó hadseregként szolgálták a keresztények védelmét.
A keresztes államok létrejötte némileg enyhítette a Bizánci Birodalomra kelet felől érkező szeldzsuk nyomást és a császárnak sikerült valamennyit visszaszereznie korábbi anatóliai területeiből. A birodalom a 12. század nagy részében viszonylagos stabilitást és prosperitást élvezhetett. A közel-keleti muszlim térség a század közepéig továbbra is megosztott maradt és az emírek legalább annyira tartottak hittársaiktól, mint a frankoktól. Egységes fellépésre a keresztesek ellen csak azután vált lehetőség, miután Szaladin egyesítette Szíriát és Egyiptomot.

## Fordítás
- Ez a szócikk részben vagy egészben  a   First Crusade című angol Wikipédia-szócikk ezen változatának fordításán alapul.  Az eredeti cikk szerkesztőit annak laptörténete sorolja fel. Ez a jelzés csupán a megfogalmazás eredetét és a szerzői jogokat jelzi, nem szolgál a cikkben szereplő információk forrásmegjelöléseként.